# Combes (Francia)
Combes è un comune francese di 326 abitanti situato nel dipartimento dell'Hérault nella regione dell'Occitania.
Esso si sviluppa sui fianchi dell'Espinouse, tra i cantoni più alti del dipartimento dell'Hérault e si trova nel territorio del parco naturale regionale dell'Alta Linguadoca.

## Storia

### Simboli
Lo stemma è stato adottato nel giugno del 2003.
L'inquartato è ripreso dal blasone dei marchesi de Thézan de Pujol, antichi signori locali. Gli alberi simboleggiano la Forêt des écrivains combattants ("Foresta degli scrittori combattenti"), così chiamata in onore di uomini e donne di lettere morti durante le due guerre mondiali; il monte  è il Mont Caroux.

## Società

### Evoluzione demografica
Abitanti censiti